# レアンドロ・デサバト (1990年生のサッカー選手)
レアンドロ・ルイス・デサバト（Leandro Luis Desábato, 1990年3月30日 - ）は、アルゼンチン・サンタフェ州サンタフェ出身のプロサッカー選手。ポジションはミッドフィールダー。
元アルゼンチン代表サッカー選手のレアンドロ・デサバトは従兄。

## 経歴
CAベレス・サルスフィエルドのアカデミーで育成され、2010クラウスーラのCAラヌース戦でトップチームデビュー。2013年9月23日のアトレティコ・デ・ラファエラ戦でプロ初ゴールを挙げた。
2019年1月10日、CRヴァスコ・ダ・ガマからセレッソ大阪に完全移籍で加入。2020年シーズン終了後、契約満了によりセレッソ大阪を退団。
約半年の無所属期間を経て、2021年7月15日にCAロサリオ・セントラルへの加入が発表された。主力として活躍することは無かった。
2022年1月12日、ベガルタ仙台へ加入することが発表された。4月1日、チームに合流したが怪我もあり13試合の出場に留まった。シーズン終了後は契約満了により仙台を退団。

## 人物
2019年8月30日、ラーメンまこと屋長居公園南店で、ブルーノ・メンデスと共に一日店長を勤めた。また、同イベントで初めてラーメンを食べた。なお、食べたのはブルーノメンデスがモチーフの「ブルーノ麺デス」という麺が水色の酸味のある冷やしラーメンだった。
2020年4月21日にセレッソ大阪公式ユーチューブで公開された「Cerezo（さくら）満開〜選手Ver.！〜」にて、他の選手を上回るダンスのキレを披露していた。
シーズンオフの過ごし方は、仕事のことを忘れて家族と一緒に楽しむ事。

## 所属クラブ
- 2010年 - 2017年  CAベレス・サルスフィエルド
- 2018年  CRヴァスコ・ダ・ガマ
- 2019年 - 2020年  セレッソ大阪
- 2021年  CAロサリオ・セントラル
- 2022年  ベガルタ仙台

## Jリーグでの個人成績
| 国内大会個人成績 | 国内大会個人成績 | 国内大会個人成績 | 国内大会個人成績 | 国内大会個人成績 | 国内大会個人成績 | 国内大会個人成績 | 国内大会個人成績 | 国内大会個人成績 | 国内大会個人成績 | 国内大会個人成績 | 国内大会個人成績 |
| 年度             | クラブ           | 背番号           | リーグ           | リーグ戦         | リーグ戦         | リーグ杯         | リーグ杯         | オープン杯       | オープン杯       | 期間通算         | 期間通算         |
| 年度             | クラブ           | 背番号           | リーグ           | 出場             | 得点             | 出場             | 得点             | 出場             | 得点             | 出場             | 得点             |
| 日本             | 日本             | 日本             | 日本             | リーグ戦         | リーグ戦         | リーグ杯         | リーグ杯         | 天皇杯           | 天皇杯           | 期間通算         | 期間通算         |
| ---------------- | ---------------- | ---------------- | ---------------- | ---------------- | ---------------- | ---------------- | ---------------- | ---------------- | ---------------- | ---------------- | ---------------- |
| 2019             | C大阪            | 6                | J1               | 18               | 0                | 6                | 0                | 2                | 0                | 26               | 0                |
| 2020             | C大阪            | 6                | J1               | 24               | 0                | 3                | 0                | -                | -                | 27               | 0                |
| 2022             | 仙台             | 6                | J2               | 13               | 0                | -                | -                | 1                | 0                | 14               | 0                |
| 通算             | 日本             | 日本             | J1               | 42               | 0                | 9                | 0                | 2                | 0                | 53               | 0                |
| 通算             | 日本             | 日本             | J2               | 13               | 0                | -                | -                | 1                | 0                | 14               | 0                |
| 総通算           | 総通算           | 総通算           | 総通算           | 55               | 0                | 9                | 0                | 3                | 0                | 67               | 0                |

## タイトル

### クラブ
CAベレス・サルスフィエルド
- プリメーラ・ディビシオン (3): 2011 Clausura, 2012 Inicial, 2012–13 Superfinal
- スーペルコパ・アルヘンティーナ (1): 2013

### 個人
- カンピオナート・カリオカベストイレブン: 2018[11][12]